# Anže Lanišek
Anže Lanišek (Liubliana, 20 de abril de 1996) es un deportista esloveno que compite en salto en esquí.
Ganó cinco medallas en el Campeonato Mundial de Esquí Nórdico entre los años 2021 y 2025.
En los Juegos Europeos de Cracovia 2023 consiguió una medalla de bronce en la prueba de trampolín normal por equipo mixto.

## Palmarés internacional
| Campeonato Mundial | Campeonato Mundial    | Campeonato Mundial | Campeonato Mundial       |
| Año                | Lugar                 | Medalla            | Prueba                   |
| ------------------ | --------------------- | ------------------ | ------------------------ |
| 2021               | Oberstdorf (Alemania) | Medalla de bronce  | TN individual            |
| 2023               | Planica (Eslovenia)   | Medalla de oro     | TG por equipo            |
| 2023               | Planica (Eslovenia)   | Medalla de bronce  | TN por equipo mixto      |
| 2025               | Trondheim (Noruega)   | Medalla de oro     | TG por equipo            |
| 2025               | Trondheim (Noruega)   | Medalla de plata   | TG por equipo mixto      |
| Juegos Europeos    |                       |                    |                          |
| Año                | Lugar                 | Medalla            | Prueba                   |
| 2023               | Zakopane (Polonia)    | Medalla de bronce  | TN por equipo mixto (EV) |